# 新藤義孝
新藤 義孝（しんどう よしたか、1958年〈昭和33年〉1月20日 - ）は、日本の政治家。自由民主党所属の衆議院議員（9期）、自由民主党政務調査会会長代行。
経済再生担当大臣・新しい資本主義担当大臣・スタートアップ担当大臣・感染症危機管理担当大臣・全世代型社会保障改革担当大臣・内閣府特命担当大臣（経済財政政策）（第2次岸田第2次改造内閣）、内閣府特命担当大臣（国家戦略特別区域）（第2次安倍内閣）、総務大臣（第17代）兼地域活性化担当大臣兼道州制担当大臣兼内閣府特命担当大臣（地方分権改革）（第2次安倍内閣）、経済産業副大臣（第1次安倍改造内閣・福田康夫内閣）、外務大臣政務官（第1次小泉第1次改造内閣）、総務大臣政務官（第1次小泉内閣）、裁判官訴追委員会委員長、衆議院憲法調査会与党筆頭幹事、同決算行政監視委員長、川口市議会議員（1期）、自由民主党フリーランスに関する検討プロジェクトチーム座長、同憲法改正実現本部事務総長、同党紀委員会副委員長、同税制調査会副会長、同新型コロナウイルス感染症対策本部本部長代理、同宇宙・海洋開発特別委員長、同憲法改正推進本部事務総長、マイナンバー活用プロジェクトチーム座長、同領土に関する特別委員長、同安全保障と土地法制に関する特命委員長、同政務調査会会長代理、同経済好循環実現委員長、同G空間情報活用推進特別委員長を歴任した。

## 来歴

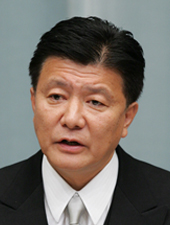
総務大臣時代に公開された肖像写真

埼玉県川口市出身。川口市立前川小学校、浦和市立岸中学校、明治大学付属中野高等学校を経て、1980年明治大学文学部日本文学科を卒業。川口市役所に勤務した後、1990年（平成2年）、祖父の勝衛が設立した川口ふたば幼稚園の副園長に就任（2004年（平成16年）より園長）。1991年（平成3年）の川口市議会議員選挙で当選。
1996年（平成8年）、38歳で第41回衆議院議員総選挙に埼玉2区から自由民主党公認で出馬。新進党現職の石田勝之に敗れるも、比例北関東ブロックで復活し初当選。
2001年（平成13年）に総務大臣政務官（行政評価の担当）、2002年（平成14年）に外務大臣政務官にそれぞれ就任した。例外的に夫婦の別姓を実現させる会の活動も行った。2003年（平成15年）の第43回衆議院議員総選挙では、改革クラブ解党後に民主党へ移っていた石田に敗れ、比例復活もならず落選した。2005年（平成17年）の第44回衆議院議員総選挙では、逆に石田に比例復活を許さず当選し、2年ぶりに国政へ復帰した。安倍改造内閣、福田康夫内閣で経済産業副大臣を務めた。
2009年（平成21年）8月30日の第45回衆議院議員総選挙には埼玉2区から出馬し、石田に再度敗北を喫するも、比例北関東ブロックで復活し、4選。総選挙大敗により、山口泰明が埼玉県連会長を引責辞任したため、後任の県連会長に就任した。
ネットメディア局長在任中、ネットボランティア組織自民党ネットサポーターズクラブ（J-NSC）を立ち上げた。
2010年（平成22年）9月、自由民主党政務調査会「領土に関する特命委員会」委員長代理に就任。2011年（平成23年）9月には、衆議院決算行政監視委員会委員長に就任。2012年（平成24年）10月22日、自由民主党シャドウ・キャビネット経済産業大臣に就任（党経済産業部会長兼任）。
2012年（平成24年）12月16日の第46回衆議院議員総選挙では埼玉2区で石田を含む他候補に比例復活を許さず勝利し5選。同年12月26日成立の第2次安倍内閣で総務大臣、内閣府特命担当大臣（地方分権改革）、地域活性化担当大臣、道州制担当大臣、郵政民営化を担当する大臣として初入閣。2013年（平成25年）12月13日には、内閣府特命担当大臣（国家戦略特別区域）に任命された。2014年9月3日、退任。同年12月14日の第47回衆議院議員総選挙で6選。
2014年9月、自民党地方創生実行統合本部筆頭本部長代理・自民党G空間情報活用推進特別委員長に就任。
2014年10月、衆議院地方創生に関する特別委員会筆頭理事に就任。
2015年10月、自民党政調会長代理就任。
2016年9月、衆議院外務委員会筆頭理事に就任。
2016年9月、自民党領土に関する特命委員会委員長・経済構造改革に関する特命委員会委員長就任。
2017年10月22日の第48回衆議院議員総選挙で7選。
2018年11月29日、第197回国会第1回憲法審査会にて自民党筆頭理事選任。
2019年9月16日、埼玉県連会長を退任した。自民党埼玉県連臨時大会終了後の記者団の取材に対して「就任から10年たち、かねて後進に道を譲りたいと思っていた」と知事選敗北の引責退任を否定していたが、県連内では2度の知事選敗北に対して責任を問う声が強まっていた。
2020年11月4日、裁判官訴追委員会委員長に就任。
2021年10月31日の第49回衆議院議員総選挙で8選。
2022年8月、自民党政調会長代行に就任。
2023年9月13日発足の第2次岸田第2次改造内閣に内閣府特命担当大臣（経済財政政策）として再入閣。
2024年10月27日の第50回衆議院議員総選挙で9選。

## 人物
- 母方の祖父は、硫黄島の戦いにおける日本軍守備隊最高指揮官を務めた陸軍大将栗林忠道である[24][25]。2015年（平成27年）4月30日、安倍晋三首相のアメリカ合衆国議会合同会議の演説の場で、硫黄島の戦いでかつて海兵隊大尉として戦闘に参加したローレンス・スノーデン退役中将と握手した[26]。

- 靖国神社へ毎年参拝している。2024年の派閥解消まで額賀派平成研究会に所属してきたが、平成24年自民党総裁選では安倍派清和政策研究会会長安倍晋三の推薦人になった[27]。

- 2011年（平成23年）8月1日、稲田朋美・佐藤正久両議員と共に韓国の鬱陵島へ向かおうとして、ソウル・金浦国際空港で、韓国入管当局から出入国管理法第11条（「国益・公共の安全が侵害される恐れがある場合」）に基づき、入国拒否処分となる。「処分は納得出来ない」として9時間空港に居座った末、帰国した[28]ものの以後、ペルソナ・ノン・グラータとして二度と韓国に入国できない制裁を受けた。

## 政策

### 領土問題への取り組み
党の領土に関する特命委員会委員長代理を務める。
- 2010年（平成22年）3月26日と4月14日に衆議院外務委員会にて、竹島問題に対して、再三岡田克也外務大臣に問い質した[29][30]。4月22日には衆議院本会議に於いて、鳩山由紀夫内閣総理大臣（当時）に、日本国政府の見解を問い質している[31]。
- 2011年（平成23年）12月26日、所属する超党派の議員連盟日本の領土を守るため行動する議員連盟メンバー10人と共に、11月に発生した周辺海域で中国漁船による領海侵犯を受け、男女群島と肥前鳥島を上空から視察した[32]。
- 2012年（平成24年）1月21日、民主党の向山好一衆議院議員と共に漁船で尖閣諸島付近の海域を視察[33][34]。
- 2012年（平成24年）、尖閣諸島の東京都による購入を表明した石原慎太郎都知事が自民党本部を訪問した際、領土に関する特命委員会代表として会談した[35]。『WiLL』でも尖閣問題について石原都知事と対談した[36]。
- 2012年（平成24年）5月17日、領土に関する特命委員会によって決議された、米国団体が米国ニュージャージー州に設置した慰安婦石碑の撤去と、諸外国へ「正しい」理解を与える外交努力を求める決議文を民主党政府・官邸に手交。ぶら下がり会見を実施[37]。
- 2012年（平成24年）6月11日、委員長を務める衆議院決算行政監視委員会が尖閣諸島保全問題のため、石原都知事、中山義隆石垣市長らを参考人として招致した[38]。
- 2012年（平成24年）7月28日、国境離島視察一環として、長崎県五島市が行った男女群島・肥前鳥島視察ツアーに参加[39]。
- 2012年（平成24年）8月18日・19日、超党派「日本の領土を守るため行動する議員連盟」の国会議員8名や地方議員、保守系市民団体「頑張れ日本!全国行動委員会」、地元漁民ら約150人と共に尖閣諸島を洋上視察。集団漁業活動及び尖閣諸島戦時遭難事件洋上慰霊を行った[40]。

### 地方公務員給与改革
- 総務大臣として、地方公務員の給与削減について「地方が国並みに給与を引き下げれば年間の人件費1兆2千億円が不要になり、国は6千億円の交付税をカットできる。」とする麻生太郎の主張を支持し、「地方公務員も国と共同で国を運営する立場。地方も自主的に国家に協力する方策を探っていかなければならない」と発言した[41]。
- 2013年1月28日、総務大臣として、「地方公務員の給与については、国家公務員の給与の改定及び臨時特例に関する法律（平成24年法律第2号）に基づく国家公務員の給与減額支給措置を踏まえ、各地方公共団体において速やかに国に準じて必要な措置を講ずるよう要請する。」とし、地方公務員の給与削減を、各市町村に要請している[42]。

### ヤマト運輸メール便廃止
- 総務大臣就任以前から、各地での活動時にはかならず郵便局長の会合を催し、郵便局の事情を知悉していたと述べている[43]。
- 総務省は2013年10月1日に「郵政事業のユニバーサルサービス確保と郵便・信書便市場の活性化方策の在り方」を情報通信審議会郵政政策部会に諮問、一般信書事業をひきつづき一社独占のもとに置く規制を維持したまま、ユニバーサルサービス維持の名目でさらなる優遇を日本郵便株式会社のみに与えることを容認する答申を得た（2014年3月・12月に中間答申、2015年9月に最終答申）[44]。同時に、信書の運用厳格化のキャンペーン広報を展開し[45]、メール便の信書利用について郵便局員などによる告発を募った。その結果、2015年1月22日にヤマト運輸は同年3月末をもってクロネコメール便を廃止すると発表した（その後は登録事業者のみが発送できる「DM便」が存続している[46]が、2024年1月31日をもってサービスを終了し、以降はヤマト運輸が集荷した荷物を日本郵便の配送網で届ける新サービスへ移行する予定[47]）。

### その他
- 憲法改正に賛成[48]。
- 集団的自衛権の行使を禁じた政府の憲法解釈を見直すことに賛成[48]。
- 特定秘密保護法に賛成[49]。
- 女性宮家の創設に反対[48]。
- 日本の核武装について検討すべきでないとしている[48]。
- 青山繁晴・櫻井よしこ・西村幸祐などが呼びかけ、 2012年11月4日アメリカ・ニュージャージー州の新聞「スターレッジャー」紙に掲載された、慰安婦に連名した[50]。新藤は2013年5月の記者会見にて、ニュージャージー州における慰安婦問題の捉えられ方に事実と異なる部分があり、史実を知ってもらうとの見地から、「慰安婦の強制連行は無かった」「慰安婦は公娼制度の下でも働いていた」といった意見広告の主張に賛同したと述べた[51]。
- 選択的夫婦別姓制度導入について、「どちらとも言えない」としている[52]。
- 2023年5月18日に衆議院で受理された自民党と公明党提出のLGBT理解増進法案（性的指向及びジェンダーアイデンティティの多様性に関する国民の理解の増進に関する法律案）の議案提出の筆頭である。（議案審議経過情報）こちらのLGBT理解増進法案は、岸田文雄総裁の指示のもと、自民党内での各部会での全会一致を経ずに議員立法提出を行った初めてのケースである。

## 所属団体・議員連盟
- 一般社団法人 LGBT理解増進会（顧問）
- 自民党たばこ議員連盟[53]
- 日本ウイグル国会議員連盟
- 日本会議国会議員懇談会[54]
- 神道政治連盟国会議員懇談会[54]
- 創生「日本」[54]（副幹事長）
- みんなで靖国神社に参拝する国会議員の会[54]
- 北京オリンピックを支援する議員の会
- 速やかな政策実現を求める有志議員の会
- 日本クルド友好議員連盟（副会長）[55]
- 再チャレンジ支援議員連盟
- 例外的に夫婦の別姓を実現させる会
- 日本の水源林を守る議員勉強会
- 硫黄島問題懇話会
- 北朝鮮に拉致された日本人を早期に救出するために行動する議員連盟（拉致議連）
- 国家主権と国益を守るために行動する議員連盟
- 日本の領土を守るため行動する議員連盟
- 日本・モルディブ友好議員連盟（2022年2月17日より会長[56]）
- 国土情報基盤整備促進議員連盟（会長）

## 家族・系譜
新藤家は江戸時代、薪屋の屋号で江戸城に薪を納めていた。父方の曾祖父は村会議員、祖父は川口市議会議長を務めた。
- 内祖父：新藤勝衛（川口市議会議員、同議長）
- 外祖父：栗林忠道（陸軍大将、硫黄島守備隊最高指揮官）
- 父：新藤孝衛（映画監督、学校法人川口ふたば幼稚園理事長）[57]
- 母：新藤たか子（旧姓・栗林、元女優）[57]
- 弟：永瀬秀樹（自由民主党埼玉県議会議員。元川口市長永瀬洋治の養子）[10]

## 論文
- CiNii収録論文 国立情報学研究所
- 撃論 Vol.3（2011年10月）に「韓国で竹島の領有権を叫んだ“愛国の政治家”」 を寄稿

## 選挙歴
| 当落 | 選挙                     | 執行日         | 年齢 | 選挙区      | 政党       | 得票数     | 得票率 | 定数 | 得票順位 /候補者数 | 政党内比例順位 /政党当選者数 |
| ---- | ------------------------ | -------------- | ---- | ----------- | ---------- | ---------- | ------ | ---- | ------------------ | ---------------------------- |
| 当   | 1991年川口市議会議員選挙 | 1991年         | 33   | ――          |            |            |        |      | /                  | /                            |
| 当   | 1995年川口市議会議員選挙 | 1995年         | 37   | ――          |            |            |        |      | /                  | /                            |
| 比当 | 第41回衆議院議員総選挙   | 1996年10月20日 | 38   | 埼玉県第2区 | 自由民主党 | 7万5642票  | 36.31% | 1    | 2/6                | 8/8                          |
| 当   | 第42回衆議院議員総選挙   | 2000年06月25日 | 42   | 埼玉県第5区 | 自由民主党 | 8万2581票  | 35.28% | 1    | 1/4                | /                            |
| 落   | 第43回衆議院議員総選挙   | 2003年11月09日 | 45   | 埼玉県第2区 | 自由民主党 | 9万1095票  | 40.65% | 1    | 2/3                | 9/8                          |
| 当   | 第44回衆議院議員総選挙   | 2005年09月11日 | 47   | 埼玉県2区   | 自由民主党 | 13万8376票 | 51.80% | 1    | 1/2                | /                            |
| 比当 | 第45回衆議院議員総選挙   | 2009年08月30日 | 51   | 埼玉県第2区 | 自由民主党 | 11万2920票 | 40.09% | 1    | 2/3                | 4/6                          |
| 当   | 第46回衆議院議員総選挙   | 2012年12月16日 | 54   | 埼玉県第2区 | 自由民主党 | 11万2484票 | 46.57% | 1    | 1/4                | /                            |
| 当   | 第47回衆議院議員総選挙   | 2014年12月14日 | 56   | 埼玉県第2区 | 自由民主党 | 12万8938票 | 64.79% | 1    | 1/2                | /                            |
| 当   | 第48回衆議院議員総選挙   | 2017年10月22日 | 59   | 埼玉県第2区 | 自由民主党 | 11万72票   | 52.49% | 1    | 1/3                | /                            |
| 当   | 第49回衆議院議員総選挙   | 2021年10月31日 | 63   | 埼玉県第2区 | 自由民主党 | 12万1543票 | 52.78% | 1    | 1/3                | /                            |
| 当   | 第50回衆議院議員総選挙   | 2024年10月27日 | 66   | 埼玉県第2区 | 自由民主党 | 7万2467票  | 39.68% | 1    | 1/5                | /                            |